# Ginia Caprino
Ginia Caprino (Zaandam, 26 april 2003) is een Nederlands voetbalspeelster. Caprino speelt als verdediger voor AZ in de Vrouwen Eredivisie.

## Clubcarrière
Caprino begon met voetballen bij Fortuna Wormerveer. Hier speelde ze in jongensteams. Vanuit daar stroomde Caprino door naar het Onder 17 team van VV Alkmaar. Ze doorliep meerdere jeugdelftallen tot aan de hoofdmacht van de Alkmaarders. Op 2 oktober 2020 maakte Caprino in een uitwedstrijd tegen PEC Zwolle haar debuut voor VV Alkmaar door in de 54ste minuut in te vallen voor Simone Hand. Ze groeide uit tot basisspeelster. Caprino tekende op 11 mei 2022 een contract tot medio 2024 in Alkmaar. Ze kwam tot negentien wedstrijden toen de club haar licentie verloor en overgaf aan AZ. Caprino maakte ook de overstap naar AZ, waar ze sindsdien een vaste plek als vleugelverdediger heeft. Op 27 maart 2025 tekende Caprino een nieuwe verbintenis in Alkmaar die haar tot medio 2027 aan de club verbonden houdt.

## Statistieken
| Seizoen | Club       | Land      | Competitie         | Wedstrijden | Doelpunten |
| ------- | ---------- | --------- | ------------------ | ----------- | ---------- |
| 2019/20 | vv Alkmaar | Nederland | Eredivisie         | 0           | 0          |
| 2020/21 | vv Alkmaar | Nederland | Vrouwen Eredivisie | 13          | 0          |
| 2022/23 | vv Alkmaar | Nederland | Vrouwen Eredivisie | 19          | 0          |
| 2023/24 | AZ         | Nederland | Vrouwen Eredivisie | 10          | 0          |
| 2024/25 | AZ         | Nederland | Vrouwen Eredivisie | 15          | 0          |
| Totaal  | Totaal     | Totaal    | Totaal             | 63          | 0          |

Laatste update: 27 maart 2025